# Mauritz Mexmontan
Mauritz Bernhard Mexmontan, född 15 april 1856 i Helsingfors, död där 21 januari 1936, var en finländsk aktivist.
Mexmontan blev filosofie kandidat 1903 och var fäktlärare vid Helsingfors universitet 1895–1926. Han tillhörde de aktiva motståndsmännen under den ryska förtrycksperioden. Han sårades vid kosackkravallerna på Senatstorget 1902 och tillhörde de ledande inom Voimaförbundet. Han hölls under första världskriget fängslad i Petrograd från 1915 till ryska revolutionen. Under finska inbördeskriget 1918 organiserade han skyddskårer i södra Finland. Hans minnen utgavs 1958 under titeln Ryskt fängelseliv.